# اوتو فریدریش مولر
اوتو فریدریش مولر (به آلمانی: Otto Friedrich Müller)‏ (۱۱ مارس ۱۷۳۰ - ۲۶ دسامبر ۱۷۸۴) طبیعی‌دان و جانورشناس دانمارکی بود.

## زندگی‌نامه
مولر نویسنده Zoologiae Danicae Prodromus است که نخستین شناسایی و سرشماری جانوران نروژ و دانمارک به شمار می‌رفت. او در این کتاب که در سال ۱۷۷۶ چاپ شد، بیش از سه هزار گونه محلی در آن مناطق را شناسایی کند. او از نخستین کسانی بود که به مطالعه جانداران پرداخت و طبقه‌بندی و رده‌بندی گروه‌های گوناگون جانوران پرداخت.
او عضو آکادمی علوم آلمان لئوپولدینا و آکادمی سلطنتی علوم سوئد و آکادمی علوم فرانسه و انجمن دوستداران تاریخ طبیعی برلین بود و تاثیرات مهمی بر مطالعات جانورشناسی در اروپا گذاشت.

## آثار
- Fauna Insectorum Fridrichsdaliana, ۱۷۶۴
- Vermium terrestrium et fluviatilium, seu animalium infusoriorum, helminthicorum, et testaecorum, non marinorum, succincta historia. Volumen alterum, ۱۷۷۴